# Хертњик
Хертњик (слч. Hertník) насељено је мјесто са административним статусом сеоске општине (слч. obec) у округу Бардјејов, у Прешовском крају, Словачка Република.

## Становништво
| Година:    | 1994. | 2004.   | 2014.   | 2024.   |
| ---------- | ----- | ------- | ------- | ------- |
| Број људи: | 970   | 1004    | 1025    | 1010    |
| Разлика:   |       | +3,50 % | +2,09 % | -1,46 % |

| Година:    | 2023. | 2024.   |
| ---------- | ----- | ------- |
| Број људи: | 1005  | 1010    |
| Разлика:   |       | +0,49 % |

Према подацима о броју становника из 2024. године насеље је имало 1010 становника.